# Róbert Kovácsevics
Róbert Kovácsevics (ur. 19 marca 1979 w Sellye) – węgierski piłkarz, występujący na pozycji obrońcy.